# 希格斯場

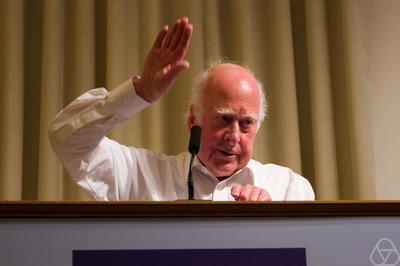
彼得·希格斯

希格斯場（英語：Higgs field），以物理學家彼得·希格斯姓氏為名，是一種假定遍佈於全宇宙的量子場。按照標準模型的希格斯機制，某些基本粒子因為與希格斯場之間交互作用而獲得質量。希格斯玻色子是希格斯場的振動。假若能夠尋找到希格斯玻色子，則可以明確地證實希格斯場也存在於宇宙，就好像從觀察海面的波浪可以推論出大海的存在。連帶地，也可確認希格斯機制與標準模型基本無誤。
在標準模型裏，W玻色子與Z玻色子藉著應用希格斯機制於希格斯場而獲得質量，費米子藉著應用希格斯機制於希格斯場與費米子場的湯川耦合而獲得質量。只有希格斯玻色子不倚賴希格斯機制獲得質量。不过儘管希格斯機制已被證實，它仍舊不能給出所有質量，而只能將質量賦予某些基本粒子。例如，像質子、中子一類複合粒子的質量，只有約1%是歸因於將質量賦予夸克的希格斯機制，剩餘約99%是夸克的動能與強交互作用的零質量膠子的能量。

## 概述
希格斯場的存在會促使自發對稱性破缺，從而造成不同粒子、不同作用力彼此之間的差異。例如，在電弱理論裏，從希格斯場的理論物理秉性，可以解釋為甚麼當溫度降低到某程度，電磁交互作用與弱交互作用的性質迥然不同，答案是對稱性已被打破。
在標準模型裏，希格斯機制是基本粒子獲得質量的物理機制。1964年，分別有三組研究小組幾乎同時地獨立延伸發展出希格斯機制，其中，一組為弗朗索瓦·恩格勒和羅伯特·布繞特，另一組為彼得·希格斯，第三組為傑拉德·古拉尼、卡爾·哈庚和湯姆·基博爾。這些論文表明，假若將局域規範不變性與自發對稱性破缺的概念以某種特別方式連結在一起，則規範玻色子必然會獲得質量。於1967年，史蒂文·溫伯格與阿卜杜勒·薩拉姆分別應用希格斯機制來打破電弱對稱性，並且表述希格斯機制怎樣能夠併入稍後成為標準模型一部分的謝爾登·格拉肖的電弱理論。
應用希格斯機制，溫伯格與薩拉姆分別發現傳遞弱作用力的W及Z玻色子具有質量，而傳遞電磁作用力的光子不具有質量。質量的起源或質量的創始時常被歸功於希格斯機制。但是，對於質量的秉性，物理學者疑問希格斯機制是否給出了足夠解釋。如同物理學者馬克斯·傑莫（Max Jammer）所說，「假若某過程生成質量，則一個合理要求為，它也應該給出一些關於它生成的到底是甚麼的資料。」但是，希格斯機制不是使用一種奇蹟式的「無中生有」（creatio ex nihilo）方法來生成粒子質量，而是從以能量形式儲存質量的希格斯場將質量轉傳給粒子，因此，「希格斯機制與其相關理論並沒有貢獻出對於質量秉性的了解。」
希格斯機制假定存在著一種稱為希格斯場的純量場遍佈於宇宙。藉著與希格斯場耦合，某些原本沒有質量的粒子可以獲得能量，根據質能關係式，這就等於獲得質量。粒子與希格斯場耦合越強，則粒子的質量越大。
希格斯場可以比擬為一池黐黏的蜜糖，黏著於某種尚未帶有質量的基本粒子。當這種粒子通過希格斯場的時候，會變成帶質量粒子。這比擬並不完全。第一、有些種類的粒子（例如光子、膠子）不會被蜜糖沾黏，這些粒子的質量為零。希格斯場與不同種類的粒子，兩者之間的耦合不同。第二、蜜糖施加於被沾黏物體的作用力為阻力，不論物體的速度為何，都會感受到這阻力，而質量是與物體的加速度運動有關，物體質量越大，必須施加越大的作用力才能給出同樣的加速度。
更精緻地，可以將希格斯場比擬為在物理學術大會裏均勻分佈的學者。無名人士可以輕鬆地穿過會場，沒有人會注意到他的存在，就如同希格斯場與零質量光子之間的相互作用。假若物理大師進入會場，大家會被大師的魅力吸引，在大師四周擠成一團。因此，他會獲得很多質量。若以同樣速度穿過會場，他所具有的動量當然會比較大，改變他的移動速度也比較不容易，必須施加更大的作用力，就如同希格斯場賦予W玻色子或Z玻色子質量後的物理效應。這點子源自凝聚体物理学。在晶體裏，帶正電原子的晶格排列具有周期性，當電子移動穿過晶格時，帶正電原子會施加庫倫力於這電子，使這電子的有效質量大大增加。

## 自發對稱性破缺
量子力學的真空與一般認知的真空不同。在量子力學裏，真空並不是全無一物的空間，虛粒子會持續地隨機生成或湮滅於空間的任意位置，這會造成奧妙的量子效應。將這些量子效應納入考量之後，空間的最低能量態，是在所有能量態之中，能量最低的能量態，不具有額外能量來製造粒子，又稱為基態或「真空態」。最低能量態的空間才是量子力學的真空。

墨西哥帽勢能函數的電腦繪圖，對於繞著帽子中心軸的旋轉，帽頂具有旋轉對稱性，帽子谷底的任意位置不具有旋轉對稱性，在帽子谷底的任意位置會出現對稱性破缺。

設想某種對稱群變換，只能將最低能量態變換為自己，則稱最低能量態對於這種變換具有「不變性」，即最低能量態具有這種對稱性。儘管一個物理系統的拉格朗日量對於某種對稱群變換具有不變性，並不意味著它的最低能量態對於這種對稱群變換也具有不變性。假若拉格朗日量與最低能量態都具有同樣的不變性，則稱這物理系統對於這種變換具有「外顯的對稱性」；假若只有拉格朗日量具有不變性，而最低能量態不具有不變性，則稱這物理系統的對稱性被自發打破，或者稱這物理系統的對稱性被隱藏，這現象稱為「自發對稱性破缺」。:116-117
如右圖所示，假設在墨西哥帽的帽頂有一個圓球。这個圓球是處於旋轉對稱性狀態，對於繞著帽子中心軸的旋轉，圓球的位置不變。這圓球也處於局部最大引力勢的狀態，極不稳定，稍加微擾，就可以促使圓球滾落至帽子谷底的任意位置，因此降低至最小引力勢位置，使得旋轉對稱性被打破。儘管這圓球在帽子谷底的所有可能位置因旋轉對稱性而相互關聯，圓球實際實現的帽子谷底位置不具有旋轉對稱性──對於繞著帽子中心軸的旋轉，圓球的位置會改變。:203在帽子谷底有無窮多個不同、簡併的最低能量態，都具有同樣的最低能量。對於繞著帽子中心軸的旋轉，會將圓球所處的最低能量態變換至另一個不同的最低能量態，除非旋轉角度為360°的整數倍數，所以，圓球的最低能量態對於旋轉變換不具有不變性，即不具有旋轉對稱性。總結，這物理系統的拉格朗日量具有旋轉對稱性，但最低能量態不具有旋轉對稱性，因此出現自發對稱性破缺現象。:203

設定直角坐標系的x-坐標與y-坐標分別為複值希格斯場的實部與虛部，z-坐標為希格斯勢，則參數為希格斯場的希格斯勢，其猜想形狀好似一頂墨西哥帽。

假定希格斯勢的形式為
{\displaystyle V(\phi ^{*}\phi )=-\mu ^{2}\phi ^{*}\phi +\lambda (\phi ^{*}\phi )^{2}}；
其中，{\displaystyle \phi }是複值希格斯場，{\displaystyle \mu }、{\displaystyle \lambda }都是正值常數。
對於這自旋為零、質量為零、勢能為{\displaystyle V(\phi ^{*}\phi )}的純量場{\displaystyle \phi }，克莱因-戈尔登拉格朗日量{\displaystyle {\mathcal {L}}}為:16-17
{\displaystyle {\mathcal {L}}=(\partial _{\alpha }\phi )^{*}(\partial ^{\alpha }\phi )+\mu ^{2}\phi ^{*}\phi -\lambda (\phi ^{*}\phi )^{2}}。
如右邊的墨西哥帽繪圖所示，這勢能的猜想形狀好似一頂墨西哥帽。希格斯勢與拉格朗日量在{\displaystyle \phi _{\mathrm {RE} }}、{\displaystyle \phi _{\mathrm {IM} }}空間具有旋轉對稱性。位於z-坐標軸的帽頂為希格斯勢的局域最大值，其複值希格斯場為零（{\displaystyle \phi =0}），但這不是最低能量態；在帽子的谷底有無窮多個簡併的最低能量態。從無窮多個簡併的最低能量態中，物理系統只能實現出一個最低能量態，標記這最低能量態為{\displaystyle \phi _{vac}}。這物理系統的拉格朗日量對於全域相位變換{\displaystyle \phi \to \phi '=e^{i\theta }\phi }具有不變性，即在{\displaystyle \phi _{\mathrm {RE} }}、{\displaystyle \phi _{\mathrm {IM} }}空間具有旋轉對稱性，而最低能量態{\displaystyle \phi _{vac}}對於全域相位變換不具有不變性：
{\displaystyle \phi _{vac}\to \phi '_{vac}=e^{i\theta }\phi _{vac}}，
通常，{\displaystyle \phi _{vac}}不等於{\displaystyle \phi '_{vac}}，除非角弧{\displaystyle \theta }是{\displaystyle 2\pi }的整數倍數。所以，這物理系統對於全域相位變換的對稱性被自發打破。這物理系統對於更嚴格的局域相位變換的對稱性也應該會被自發打破。

## 沒有希格斯場的世界
假若希格斯場不存在，則夸克、W玻色子、Z玻色子的質量都會變為零。由於像質子、中子一類複合粒子的質量，只有約1%是歸因於其所含有的夸克，它們的性質只會有些小改變。陶子、緲子的質量也會變為零，但是它們與現實生活沒甚麼關係。只有電子的質量變為零會對世界帶來很大影響。電子質量越小，原子的尺寸越大。當電子質量變為零之時，超特大尺寸的原子會因相互碰撞，將整個原子拆散，所有原子核與電子會混合在一起，原子無法單獨存在，也不會有水、空氣與人類所生存的世界。
希格斯場能夠打破對稱性。假若沒有希格斯場，則所有帶電荷輕子，即電子、陶子、緲子，都會變得一樣，因為它們原本相互區分的質量都變為零了。類似地，帶電荷為+2/3的夸克，即上夸克、奇夸克、頂夸克都會變得一樣；而帶電荷為-1/3的夸克，即下夸克、魅夸克、底夸克也都變得一樣。:144-146

## 大統一理論
有些宇宙學者認為希格斯場是真空能量的起源。在宇宙的最初時刻，溫度特高，希格斯場的對稱性毫無任何特徵，宇宙能量也同樣的沒有些微區別。由於宇宙溫度的降低，在之後接連發生的幾次相變所造成的對稱性破缺給出了千變萬化的宇宙。最後一個相變所造成的對稱性破缺打破了電弱力，使得弱作用力與電磁作用力被分離。現在，物理學者已有能力做出達到這相變所需條件的實驗，但是分離電弱作用力與強作用力的相變所需條件仍舊遠不可及。不論如何，被公認為靜質量起源的希格斯場也是研究強作用力的關鍵。
根據大統一理論，當溫度高過大統一溫度時（1029K，對應於平均熱能為1016GeV的溫度，注意到太陽中心溫度僅為107K），由於希格斯場可以擁有更多的能量，它的能量密度也隨著增加，開始劇烈震動，它的位置不再侷限於墨西哥帽的谷底，它的平均位置是在帽子中心，希格斯場的對稱性又恢復如前。這時，電弱作用力與強作用力會統一為電核作用力（electronuclear force），傳遞電弱作用力的玻色子（光子）與傳遞強作用力的玻色子（膠子）的任何特徵性質也都煙消雲散，它們的物理行為完全一樣。
大統一理論假定有很多種不同強度的希格斯場（注意到最小標準模型（minimal standard model）只假定有一個希格斯場）。假設溫度低於大統一溫度，則希格斯場可以發揮作用。不同的粒子與不同的希格斯場相互作用，而粒子的質量就是由這相互作用決定，這樣，電子、W玻色子、Z玻色子、夸克等等分別獲得其特定的質量，而光子、膠子也因此不擁有質量。由於W玻色子、Z玻色子特別沉重，質量分別為80GeV、91GeV，弱相對作用的距離極短，而電磁相對作用的距離幾乎為無窮遠。
近期，從各方面獨立觀測得到的結果，包括宇宙微波背景輻射、宇宙的大尺度結構等等，證實了宇宙正在加速膨脹，天文學者認為解釋宇宙加速膨脹的模型可能是某種形式的暗能量，而這暗能量可能是源自希格斯場的真空能量。

## 參閱
- 希格斯玻色子的實驗探索
- 探尋希格斯玻色子時間軸